# Dan Karabin
Dan Karabin (n. 18 februarie 1955, Nitra, Districtul Nitra, Cehoslovacia) este un luptător ce a reprezentat Cehoslovacia, medaliat olimpic. A participat la 2 ediții ale Jocurilor Olimpice (1976, 1980) în care a câștigat o medalie de bronz.